# Davis Steven
Pour les articles homonymes, voir Steven.
Ne doit pas être confondu avec Steven Davis ou David Stevens.
Davis Madava Steven est un avocat et homme politique papou-néo-guinéen, brièvement vice-Premier ministre.

## Biographie
Diplômé de droit de l'université de Papouasie-Nouvelle-Guinée, il est admis au barreau de la Cour suprême de Papouasie-Nouvelle-Guinée en 1992. Il entre en politique avec l'étiquette du Parti populaire, élu député national de la circonscription rurale d'Esa'ala (dans la baie de Milne) aux élections de 2012. Il est ministre de l'Aviation civile dans le gouvernement de Peter O'Neill de 2012 à 2017, date à laquelle il est nommé ministre de la Justice et procureur général après avoir conservé son siège de député aux élections de 2017. Il quitte le gouvernement en avril 2019. En juin, il est nommé vice-Premier ministre par le nouveau Premier ministre James Marape. Il perd ce poste lors d'un remaniement ministériel en octobre 2020. 